# Паргово
Паргово (нім. Pargow) — населений пункт у Польщі, розташований у Західнопоморському воєводстві, Полицькому повіті, гміні Колбасково, на польсько-німецькому кордоні.
У 1975–1998 роках місто адміністративно належало до Щецинського воєводства.
Паргово — найпівденніше село поліційного повіту. Він розташований неподалік від німецького Штаффельде. Розташоване за 19 км на південний захід від Щецина, за 35 км  від столиці повіту - Поліце та за 3 км на схід від колишнього автомобільного прикордонного переходу Rosówek-Rosow (ліквідованого згідно з Шенгенської угодою).

## Історія

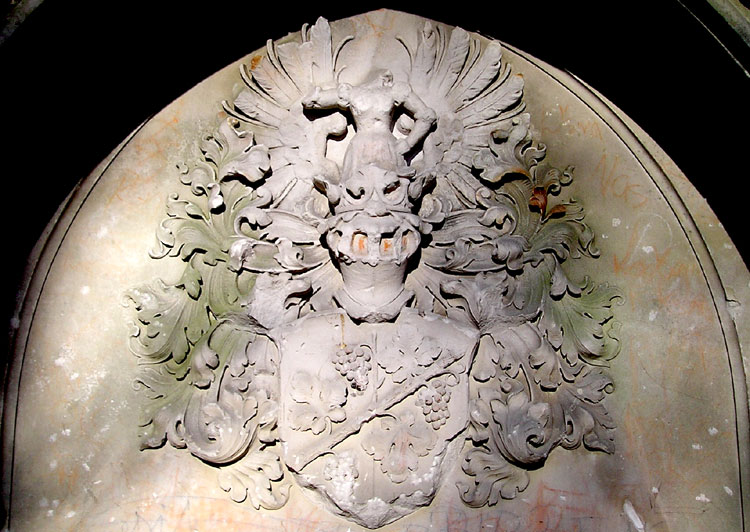
Герб родини фон Блюменнталь на передній стіні костелу

Вперше село згадується у 1240 році. У селі існувала церква, побудована до 1336 року, складена з нерівних валунів і гранітних квадратів, яка була спалена під час Другої світової війни, збережена руїна занесена до реєстру пам'яток.

## Транспорт
Паргово з'єднується зі Щецином міським автобусом.